# Saison 2013 de l'équipe cycliste Boels Dolmans
La saison 2013 de l'équipe cycliste Boels Dolmans est la quatrième de l'équipe Boels Dolmans.

## Effectif

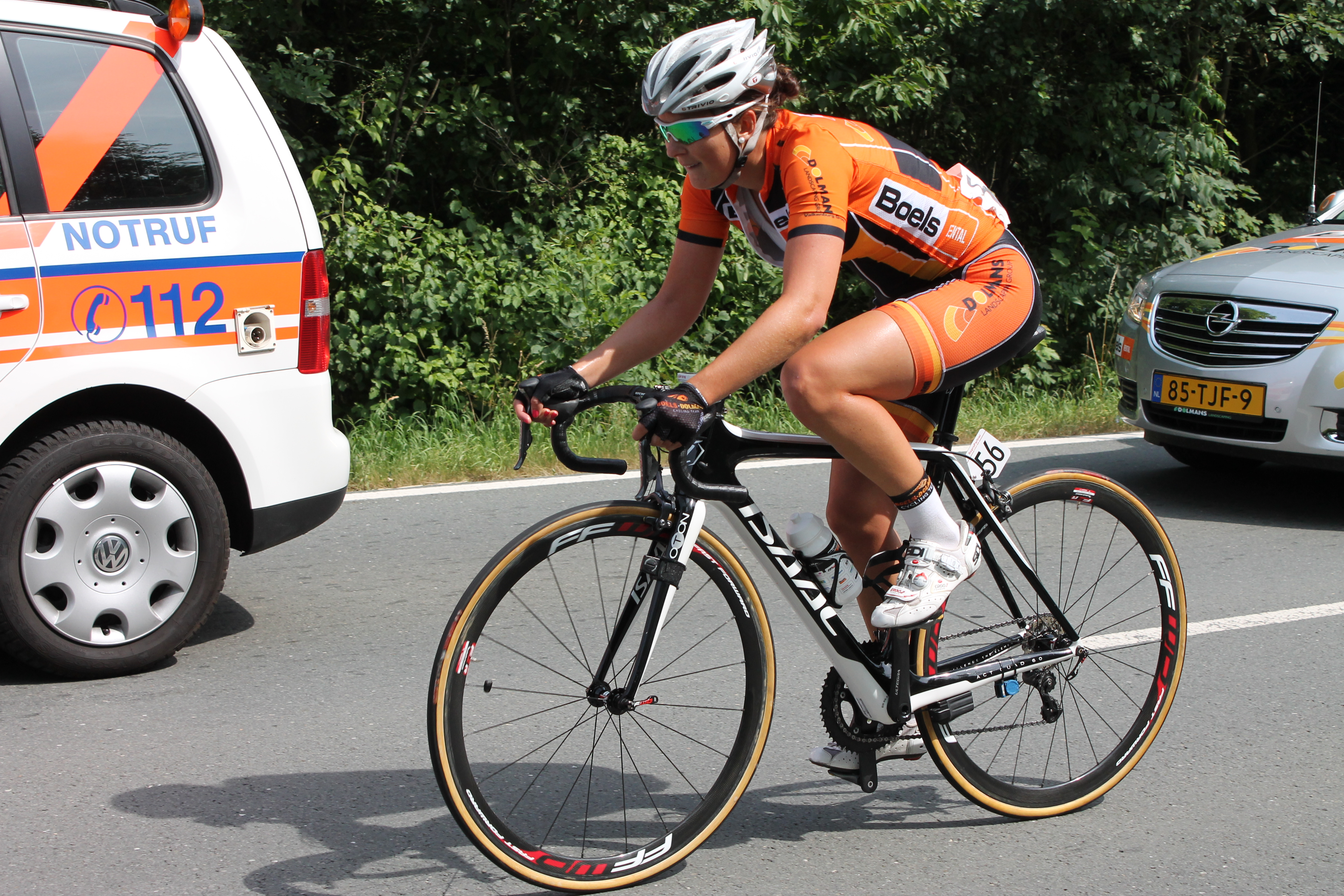
Marieke van Wanroij au Tour de Thuringe

| Coureuse             | Date de naissance | Nationalité | Équipe 2012          |
| -------------------- | ----------------- | ----------- | -------------------- |
| Lizzie Armitstead    | 18 décembre 1988  | Royaume-Uni | AA-Drink-Leontien.nl |
| Martine Bras         | 17 mai 1978       | Pays-Bas    | Boels Dolmans        |
| Jessie Daams         | 28 mai 1990       | Belgique    | AA-Drink-Leontien.nl |
| Kim de Baat          | 29 mai 1991       | Pays-Bas    | Néo-professionnelle  |
| Romy Kasper          | 5 mai 1988        | Allemagne   | RusVelo              |
| Nina Kessler         | 4 juillet 1988    | Pays-Bas    |                      |
| Lucy Martin          | 5 mai 1990        | Royaume-Uni | AA-Drink-Leontien.nl |
| Pauliena Rooijakkers | 12 mai 1993       | Pays-Bas    |                      |
| Emma Trott           | 24 décembre 1989  | Royaume-Uni |                      |
| Marieke van Wanroij  | 5 juillet 1979    | Pays-Bas    | AA-Drink-Leontien.nl |
| Adrie Visser         | 19 octobre 1983   | Pays-Bas    | Skil 1t4i            |

## Bilan de la saison

### Victoires

#### Sur route
| Date    | Course                                    | Pays        | Classe | Vainqueur         |
| ------- | ----------------------------------------- | ----------- | ------ | ----------------- |
| 23 juin | Championnats de Grande-Bretagne sur route | Royaume-Uni | CN     | Lizzie Armitstead |

### Résultats sur les courses majeures

#### Coupe du monde
| Date     | # | Course                                   | Meilleure classée | Classement |
| -------- | - | ---------------------------------------- | ----------------- | ---------- |
| 9 mars   | 1 | Tour de Drenthe                          | Lizzie Armitstead | 7e         |
| 24 mars  | 2 | Trofeo Alfredo Binda-Comune di Cittiglio | Adrie Visser      | 18e        |
| 31 mars  | 3 | Tour des Flandres                        | Adrie Visser      | 6e         |
| 17 avril | 4 | Flèche wallonne                          | Jessie Daams      | 10e        |
| 12 mai   | 5 | Tour de l'île de Chongming               | Kim de Baat       | 8e         |
| 16 août  | 6 | Open de Suède Vårgårda TTT               | Boels Doelmans    | 8e         |
| 18 août  | 7 | Open de Suède Vårgårda                   | Nina Kessler      | 18e        |
| 31 août  | 8 | Grand Prix de Plouay de Plouay-Bretagne  | Lizzie Armitstead | 24e        |

Lizzie Armitstead est la première de l'équipe à quatorzième place du classement final, l'équipe est huitième.

#### Grands tours
| Grand tour            | Tour d'Italie           |
| --------------------- | ----------------------- |
| Coureuse (classement) | Jessie Daams (20e)      |
| Accessits             | pas de victoire d'étape |

## Classement UCI
| Rang | Coureuse          | Points |
| ---- | ----------------- | ------ |
| 17   | Lizzie Armitstead | 272.5  |
| 59   | Adrie Visser      | 86.5   |
| 79   | Jessie Daams      | 61.5   |
| 96   | Martine Bras      | 48     |
| 122  | Kim de Baat       | 31     |
| 136  | Romy Kasper       | 25.5   |
| 213  | Nina Kessler      | 12     |
| 235  | Emma Trott        | 10     |
| 300  | Lucy Martin       | 6      |

L'équipe termine onzième au classement UCI.